# کلارنس اسپایسر
کلارنس اسپایسر (انگلیسی: Clarence W. Spicer؛ ۳۰ نوامبر ۱۸۷۵ – ۲۱ نوامبر ۱۹۳۹) کارآفرین و مخترع اهل ایالات متحده آمریکا بود، که در سال ۱۹۰۴ شرکت دانا اینکورپوریتد را تأسیس کرد.